# Кристина (Минас-Жерайс)
Кристина (порт. Cristina) — муниципалитет в Бразилии, входит в штат Минас-Жерайс. Составная часть мезорегиона Юг и юго-запад штата Минас-Жерайс. Входит в экономико-статистический микрорегион Итажуба. Население составляет 10 592 человека на 2006 год. Занимает площадь 311,925 км². Плотность населения — 34 чел./км².

## История
Город основан 13 мая 1774 года.

## Статистика
- Валовой внутренний продукт на 2003 год составляет 37 409 559,00 реалов (данные: Бразильский институт географии и статистики).
- Валовой внутренний продукт на душу населения на 2003 год составляет 3570,98 реалов (данные: Бразильский институт географии и статистики).
- Индекс развития человеческого потенциала на 2000 год составляет 0,728 (данные: Программа развития ООН).

## География
Климат местности: горный тропический.